# نهائي كأس رابطة الأندية الإنجليزية المحترفة 1972
نهائي كأس رابطة الأندية الإنجليزية المحترفة 1972 هي المباراة النهائية من منافسة كأس رابطة الأندية الإنجليزية المحترفة 1971–72، أقيمت المباراة في 4 مارس 1972، في ملعب ويمبلي، بين فريقي تشيلسي، وستوك سيتي، وفاز فيها ستوك سيتي، بعد أن هزم تشيلسي، بنتيجة 1 - 2، وكان حكم المباراة Norman Burtenshaw.

## تفاصيل المباراة
لعبت المباراة النهائية في 4 مارس 1972.
| تشيلسي | 1 -2 | ستوك سيتي |
| ------ | ---- | --------- |
|        |      |           |